# Ferris State Bulldogs

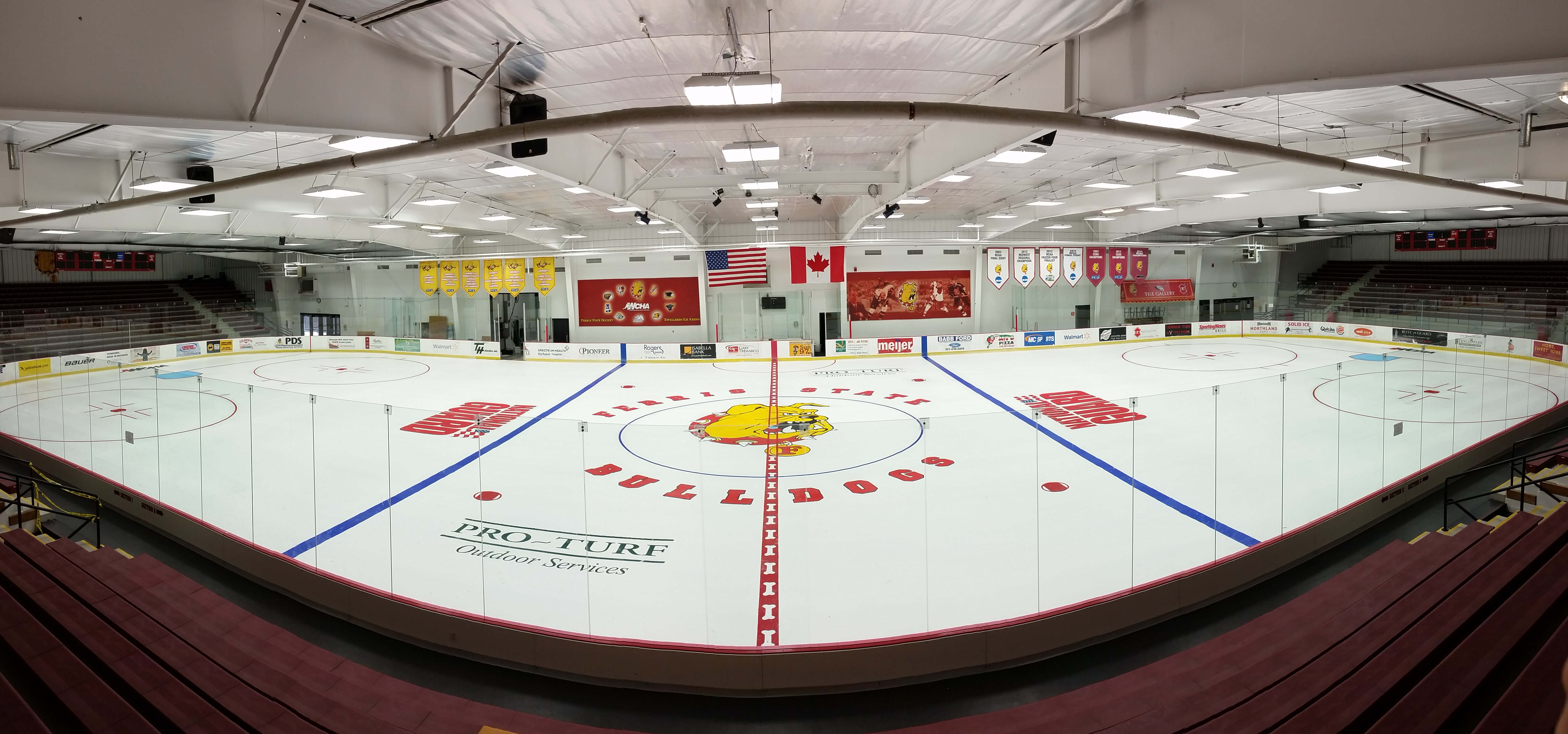
Interiören av deras ishockeyarena Ferris State Ice Arena, 2015.

Ferris State Bulldogs är en idrottsförening tillhörande Ferris State University och har som uppgift att ansvara för universitetets idrottsutövning.

## Idrotter
Bulldogs deltager i följande idrotter:
| Herrar - Amerikansk fotboll - Basket - Cross County - Friidrott - Golf - Ishockey - Tennis | Damer - Basket - Cross County - Golf - Fotboll - Friidrott - Softboll - Tennis - Volleyboll |

## Idrottsutövare

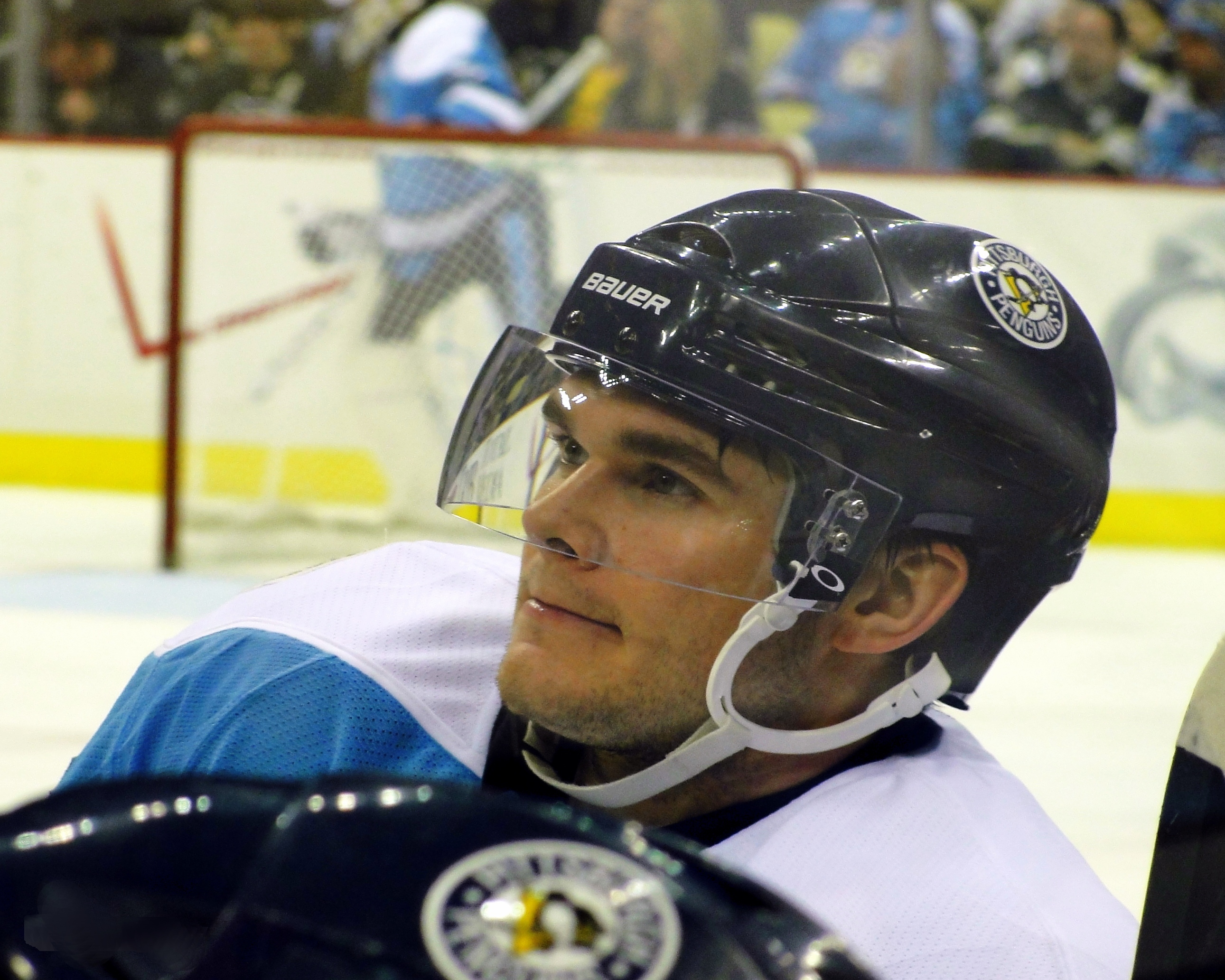
Chris Kunitz.

| Amerikansk fotboll - Monty Brown Ishockey - Chad Billins - Jason Blake | - John Gruden - Chris Kunitz - Gerald Mayhew - Greg Rallo - Zach Redmond |